# Renny Quow
Renny Quow (Morvant, 25 agosto 1987) è un velocista trinidadiano, specializzato nei 400 metri piani.
Ha vinto la medaglia di bronzo ai mondiali di Berlino 2009.

## Palmarès
| Anno | Manifestazione          | Sede         | Evento      | Risultato  | Prestazione | Note                                                       |
| ---- | ----------------------- | ------------ | ----------- | ---------- | ----------- | ---------------------------------------------------------- |
| 2004 | Mondiali juniores       | Grosseto     | 400 m piani | Batteria   | 47"19       |                                                            |
| 2004 | Mondiali juniores       | Grosseto     | 4×400 m     | Batteria   | 3'11"33     |                                                            |
| 2006 | Giochi CAC              | Cartagena    | 400 m piani | Semifinale | 46"30       |                                                            |
| 2006 | Giochi CAC              | Cartagena    | 4×400 m     | Argento    | 3'02"65     |                                                            |
| 2006 | Mondiali juniores       | Pechino      | 400 m piani | Oro        | 45"74       |                                                            |
| 2006 | Mondiali juniores       | Pechino      | 4×400 m     | Batteria   | 3'08"27     |                                                            |
| 2007 | Mondiali                | Osaka        | 400 m piani | Batteria   | 45"70       |                                                            |
| 2008 | Campionati CAC          | Cali         | 400 m piani | Oro        | 45"24       |                                                            |
| 2008 | Campionati CAC          | Cali         | 4×400 m     | Bronzo     | 3'04"12     |                                                            |
| 2009 | Mondiali                | Berlino      | 400 m piani | Bronzo     | 45"02       |                                                            |
| 2011 | Campionati CAC          | Mayagüez     | 400 m piani | Oro        | 45"44       |                                                            |
| 2011 | Campionati CAC          | Mayagüez     | 4×400 m     | Argento    | 3'01"65     |                                                            |
| 2011 | Mondiali                | Taegu        | 400 m piani | Semifinale | 45"72       |                                                            |
| 2011 | Mondiali                | Taegu        | 4×400 m     | Batteria   | 3'02"47     |                                                            |
| 2012 | Mondiali indoor         | Istanbul     | 4×400 m     | Bronzo     | 3'06"85     | Record nazionale                                           |
| 2013 | Campionati CAC          | Morelia      | 400 m piani | Batteria   | dnf         |                                                            |
| 2013 | Campionati CAC          | Morelia      | 4×400 m     | Oro        | 3'02"19     |                                                            |
| 2013 | Mondiali                | Mosca        | 4×400 m     | 5º         | 3'01"74     |                                                            |
| 2014 | World Relays            | Nassau       | 4×400 m     | Bronzo     | 2'58"34     | Record nazionale                                           |
| 2014 | Giochi del Commonwealth | Glasgow      | 400 m piani | Finale     | dnf         |                                                            |
| 2014 | Giochi del Commonwealth | Glasgow      | 4×400 m     | Bronzo     | 3'01"51     |                                                            |
| 2015 | World Relays            | Nassau       | 4×400 m     | 7º         | 3'03"10     |                                                            |
| 2015 | Giochi panamericani     | Toronto      | 4×400 m     | Oro        | 2'59"60     | Miglior prestazione personale stagionale                   |
| 2015 | Mondiali                | Pechino      | 400 m piani | Semifinale | 44"98       |                                                            |
| 2015 | Mondiali                | Pechino      | 4×400 m     | Argento    | 2'58"20     | Record nazionale                                           |
| 2017 | World Relays            | Nassau       | 4×400 m     | 4º         | 3'03"17     |                                                            |
| 2017 | Mondiali                | Londra       | 400 m piani | Batteria   | 45"95       |                                                            |
| 2017 | Mondiali                | Londra       | 4×400 m     | Oro        | 2'58"12     | Miglior prestazione mondiale stagionale · Record nazionale |
| 2018 | Mondiali indoor         | Birmingham   | 4×400 m     | 4º         | 3'02"52     | Record nazionale                                           |
| 2018 | Giochi del Commonwealth | Gold Coast   | 400 m piani | Semifinale | 47"21       |                                                            |
| 2018 | Giochi del Commonwealth | Gold Coast   | 4×400 m     | 4º         | 3'02"85     |                                                            |
| 2023 | Giochi CAC              | San Salvador | 4x400 m     | Oro        | 3'01"99     |                                                            |
| 2023 | Mondiali                | Budapest     | 4×400 m     | Batteria   | 3'01"54     |                                                            |
| 2024 | Giochi olimpici         | Parigi       | 4x400 m     | Batteria   | 3'06"73     |                                                            |